# تپه سه‌آسیاب
تپه سه آسیاب مربوط به دوران پیش از تاریخ ایران باستان است و در شهرستان پاسارگاد، بخش هخامنش، غرب رودخانه پلوار واقع شده و این اثر در تاریخ ۹ اردیبهشت ۱۳۸۲ با شمارهٔ ثبت ۸۴۹۳ به‌عنوان یکی از آثار ملی ایران به ثبت رسیده است.